# Javor mliječ
Javor mliječ (mliječni javor, norveški javor, mlječak, mlječika, lat. Acer platanoides) je vrsta drveta iz roda javora.

## Rasprostranjenost
Rasprostranjena je na području istočne i središnje Europe, te jugozapadne Azije. Nastanjuje duboka, svježa, humusna tla brdskih područja. Najčešće se sadi kao usamljeno stablo ili u drvoredima uz cestu ili u parkovima. Postoji velik broj njegovih kultivara.

## Opis
Javor mliječ je listopadna vrsta biljke. Jako brzo raste, a dosegne čak i visinu od 20 do 35 metara. Ima plitak i široko raširen korijenski sustav. Krošnja mu je jajolika i izdužena. Deblo je ravno i okruglo, promjera oko 150 centimetara. Kora je sivkastosmeđe boje, debela je oko 1 centimetar, te na površini ima brojne plitke, uzdužne brazde. Izdanci su najprije zelene boje, uskoro postaju blijedo smeđi; zimski pupoljci su sjajno crvenkasto-smeđe boje. 
Listovi su palmastog oblika, dugi 7-14 centimetara, široki 8-20 (rijetko 25) centimetara, te imaju pet lapova. Petiola listova je duga 8-20 centimetara, te kad je slomljena izlučuje mliječni sok. Na jesen su listovi obično žute boje, povremeno narančasto-crvenkaste. Cvjetovi rastu u uspravnim cvatovima koji se zovu gronje, a na jednoj gronji obično ih ima 15-30. Mogu se pojaviti kao muški, ženski, ali i dvospolni, žute su do žuto-zelene boje. Plod je u obliku krilatog pucavca , koji se raspada na dvije, 3-5 centimetara duge perutke.

## Prirodne prijetnje
Javor mliječ je ugrožen u nekolicini područja zbog azijske strizibube, kukca koji koristi njegovo deblo za hranu. Također, brojne su vrste leptira koje jedu njegovo lišće. Ovaj javor obično je oslobođen svih bolesti, iako se nekad znaju pojaviti bolesti plijesni.

## Vanjske poveznice
- Hrvatske šume  Arhivirana inačica izvorne stranice od 11. lipnja 2010. (Wayback Machine)